# Kodek
Kodek je priimek v Sloveniji, ki ga je po podatkih Statističnega urada Republike Slovenije na dan 1. januarja 2010 uporabljalo 8 oseb.

## Znani nosilci priimka
- Dušan Kodek (*1946), računalnikar, univ. profesor